# Amoret (Missouri)
Amoret és una població dels Estats Units a l'estat de Missouri. Segons el cens del 2000 tenia 211 habitants.

## Demografia
Segons el cens del 2000, Amoret tenia 211 habitants, 81 habitatges, i 52 famílies. La densitat de població era de 370,3 habitants per km².
Dels 81 habitatges en un 32,1% hi vivien nens de menys de 18 anys, en un 45,7% hi vivien parelles casades, en un 11,1% dones solteres, i en un 35,8% no eren unitats familiars. En el 33,3% dels habitatges hi vivien persones soles el 17,3% de les quals corresponia a persones de 65 anys o més que vivien soles. El nombre mitjà de persones vivint en cada habitatge era de 2,6 i el nombre mitjà de persones que vivien en cada família era de 3,33.
Per edats la població es repartia de la següent manera: un 28,9% tenia menys de 18 anys, un 10,4% entre 18 i 24, un 23,2% entre 25 i 44, un 21,8% de 45 a 60 i un 15,6% 65 anys o més.
L'edat mediana era de 37 anys. Per cada 100 dones de 18 o més anys hi havia 94,8 homes.
La renda mediana per habitatge era de 26.250 $ i la renda mediana per família de 34.063 $. Els homes tenien una renda mediana de 22.188 $ mentre que les dones 28.056 $. La renda per capita de la població era de 10.071 $. Entorn del 20,8% de les famílies i el 23,9% de la població estaven per davall del llindar de pobresa.

## Poblacions més properes
El següent diagrama mostra les poblacions més properes.